# Kosmos Arena
Kosmos Arena (rus. Космос Арена) ili Samara Arena (rus. Samara-arena) je nogometni stadion u gradu Samari, u Samarskoj oblasti Ruske Federacije. Namjenski je izgrađen za potrebe Svjetskog prvenstva u nogometu 2018. čiji domaćin je Rusija. Građen je od lipnja 2015. do kraja prosinca 2017., a troškovi gradnje iznosili su 18,9 milijardi ruskih rubalja. Kapacitet stadiona je 41.970 sjedećih mjesta. Izgled stadiona inspiriran je tematikom vezanom za svemirska istraživanja pošto sam grad ima dugu tradiciju svemirskih istraživanja, a teren i tribine su pokriveni staklenom kupolom maksimalne visine 60 m. 
Planirano je da se nakon svjetskog prvenstva stadion preda na upotrebu lokalnom nogometnom klubu PFK Krylja Sovjetov. 

## Lokacija
U prvobitnoj ponudi koja je podnesena FIFA-i, novi stadion je trebalo da se gradi na otoku južno od grada, gdje ne postoje skoro nijedno naselje. U tom trenutku nije bilo ni mosta koji bi vodio do tamo.
To je izazvalo kritike i tako je stadion bio preseljen na sjever, koji bi se gradio unutar granica grada. Prvobitno je planirano da njegova površina bude 27 hektara, ali je promijenjena na 240 ha, a zatim do 930 hektara. Odluka o povećanju područja sportskog kompleksa je poduzeta prije bilo kakvih konsultacija sa stanovnicima Samare. Većina objekata planiranih u proširenom području nije imala veze s športom.
Područje jugozapadno od stadiona se zove Radio centar broj 3, izvorno "Radio Centar №3", koji je izgrađen 1949. godine. Izbor mjesta nije slučajan, jer je u tadašnje vrijeme to bila najviša točka u gradu. Emitiranje na kratkim valovima je počelo 1952. godine. U Radio centru pojavio se grad istog imena, u kojem su živjeli stručnjaci koji su tamo radili. Usprkos svojoj skromnoj veličini, u svojoj infrastrukturi postojalo je mjesto za mali Dom kulture i školu. Centar kulture je zatvoren, a sada je zgrada prazna. Škola je postojala do 1981. godine, nakon čega je škola imala u okviru svojih aktivnosti i biciklističku školu.
U studenom 2013., počelo je djelomično demontiranje antena i drugih struktura, s novim radio centrom koji je planiran da se gradi, čiji će glavni naglasak biti televizijski toranj kapaciteta 240 m koji će se nalaziti na 10 hektara.

## FIFA Svjetsko prvenstvo 2018.
| Datum            | Vrijeme | Momčad #1 | Rezultat | Momčad #2  | Skupina       | Broj gledatelja |
| ---------------- | ------- | --------- | -------- | ---------- | ------------- | --------------- |
| 17. lipnja 2018. | 16:00   | Kostarika | 0:1      | Srbija     | Skupina E     | 41.432          |
| 21. lipnja 2018. | 16:00   | Danska    | 1:1      | Australija | Skupina C     | 40.727          |
| 25. lipnja 2018. | 20:00   | Urugvaj   | 3:0      | Rusija     | Skupina A     | 41.970          |
| 28. lipnja 2018. | 20:00   | Senegal   | 0:1      | Kolumbija  | Skupina H     | 41.970          |
| 2. srpnja 2018.  | 20:00   | Brazil    | 2:0      | Meksiko    | Osmina finala | 41.970          |
| 7. srpnja 2018.  | 16:00   | Švedska   | 0:2      | Engleska   | Četvrtfinale  | 39.991          |

## Vanjske poveznice
- Podaci o stadionu na stranici FIFA-e  Arhivirana inačica izvorne stranice od 3. veljače 2020. (Wayback Machine)
- Podatci na stranici Organizacijskih odbora SP 2018.  Arhivirana inačica izvorne stranice od 10. listopada 2017. (Wayback Machine)